# Ziziphus funiculosa
Ziziphus funiculosa är en brakvedsväxtart som beskrevs av Buch.-ham. och M. Lawson. Ziziphus funiculosa ingår i släktet Ziziphus och familjen brakvedsväxter. Inga underarter finns listade i Catalogue of Life.